# 湘南乃海桃太郎
湘南乃海 桃太郎（しょうなんのうみ ももたろう、1998年4月8日 - ）は、神奈川県中郡大磯町出身で、高田川部屋所属の現役大相撲力士。本名は谷松 将人（たにまつ しょうと）。身長194cm、体重185kg、、血液型はO型。最高位は西前頭5枚目（2023年9月場所・2024年7月場所-9月場所）。

## 来歴

### 入門前
スポーツ一家で育ち、父親が野球の指導者をしていたこともあり、小学生時代から野球クラブチームに入り、高校生に間違われる恵まれた体格を持ち活躍していた。小学6年生で既に身長は189cmを計測。中学生時代は怪我で大会に欠場することが多かった為、野球には縁がないと感じていた。そこに父親が相撲を勧めて、ドラマ『千代の富士物語』を見たことで昭和の大横綱に憧れを抱き、太っているイメージが無くなり、父親の従兄弟の先輩が親方をしている相撲部屋などへ見学に行き相撲への印象が変わった。
中学校から帰ると、父親と近くの公園に行き基礎トレーニングを行った。あまりにもハードなトレーニングで、近所から「大男がケンカをしている」と通報されパトカーが出動したこともある。
高田川部屋は最初に見学に行った部屋であったが、9代高田川（元関脇・安芸乃島）の「日本人の強い横綱が必要。君がヒーローになれ」の一言で入門を決意し、2014年3月場所で初土俵。地元に因んだ四股名の下の名前の「桃太郎」は強い相手を鬼と見立て、鬼を退治するという意味が込められている。

### 入門後
2014年5月場所で初めて番付に名前が載ると、序ノ口は1場所で通過した。同年7月場所で序二段、11月場所で三段目と昇進したが、三段目では勝ち越せず、2015年までは三段目と序二段の往復が続いた。2016年1月場所で初めて三段目で勝ち越すと、5場所連続で勝ち越し、同年11月場所で初めて幕下に昇進した。2022年9月場所の5番相撲では、元大関の朝乃山と対戦して話題となった（寄り切りで黒星）。この場所は5勝2敗と勝ち越し、番付運と十両から落ちる力士の数次第では関取昇進も有り得たが、場所後の関取昇進はならなかった。11月場所は勝ち越せば関取昇進が十分望める西幕下筆頭まで最高位を更新、同場所で再び5勝2敗の成績を収め、2023年1月場所での新十両昇進が内定した。

### 新十両以降
十両昇進の際には「どんどん上を目指していきたい。横綱になりたい」と宣言。父親は「俺はおめでとうとは言わない。遅いくらいだ。遅い分を取り返せ」と発破を掛けた。そしてその新十両の場所から12勝、9勝、11勝と好成績を挙げ7月場所に新入幕。場所は10勝5敗の成績を残し、千秋楽勝てばという条件付きで敢闘賞を受賞することになり、勝って受賞を決め、場所前に掲げた目標を達成した格好となった。9月場所は9枚上昇と番付運に恵まれ、最高位を一気に西前頭5枚目まで更新。2024年3月場所は西前頭12枚目で8勝し、5月場所は13日目を迎える時点で、9勝3敗で琴櫻、大の里、欧勝馬と共にトップを走る。しかし、その後阿炎、大の里と連敗し、千秋楽も敗れて9勝6敗と至って平凡な星に終わった。2025年7月場所では12場所連続で務めた幕内から陥落した。

## 取り口
関取昇進前の幕下で停滞していた頃は追い込まれた時の安易な叩き癖があったが、攻めの相撲を覚えて十両昇進を射止めた。十両昇進時点では突き押しと左四つの相撲が得意で、右上手投げもある。野球で鍛えたのか横の動きを活かした叩き込みも武器。
部屋の若い衆である大乗は力士生活の傍らで夜間の写真専門学校を卒業し、その腕前を活かして稽古中に湘南乃海の写真を撮影して立合いの研究に活かしている。
2024年5月場所では優勝争いに加わったが、場所後に元武蔵丸の武蔵川親方のコラムで立合いで真っ直ぐ当たらない相撲など内容の悪さを指摘され「体だけ」と酷評された。
投げも得意手で、2024年の年間6場所全てで幕内に在位していた29人のうち3位である投げでの11勝を挙げている。

## 主な成績
2025年7月場所終了現在

### 通算成績
- 通算成績：321勝276敗（68場所）
- 幕内成績：81勝99敗（12場所）

### 三賞・金星
- 三賞：1回
  - 敢闘賞：1回（2023年7月場所）

### 場所別成績
| | 一月場所 初場所（東京） | 三月場所 春場所（大阪） | 五月場所 夏場所（東京） | 七月場所 名古屋場所（愛知） | 九月場所 秋場所（東京） | 十一月場所 九州場所（福岡） |
| --- | ----------------------- | ----------------------- | ----------------------- | --------------------------- | ----------------------- | --------------------------- |
| 2014年 （平成26年） | x                       | （前相撲）              | 西序ノ口15枚目 4–3      | 西序二段73枚目 6–1          | 東序二段3枚目 4–3       | 東三段目83枚目 2–5          |
| 2015年 （平成27年） | 西序二段12枚目 5–2      | 西三段目77枚目 2–5      | 東序二段10枚目 3–4      | 東序二段29枚目 5–2          | 西三段目93枚目 3–4      | 東序二段11枚目 5–2          |
| 2016年 （平成28年） | 西三段目75枚目 4–3      | 東三段目57枚目 5–2      | 東三段目29枚目 4–3      | 東三段目18枚目 4–3          | 西三段目8枚目 4–3       | 東幕下59枚目 4–3            |
| 2017年 （平成29年） | 西幕下48枚目 4–3        | 東幕下40枚目 3–4        | 東幕下48枚目 1–6        | 東三段目23枚目 6–1          | 西幕下44枚目 6–1        | 西幕下18枚目 5–2            |
| 2018年 （平成30年） | 東幕下9枚目 3–4         | 西幕下13枚目 4–3        | 西幕下11枚目 3–4        | 西幕下15枚目 1–6            | 東幕下37枚目 4–3        | 東幕下33枚目 4–3            |
| 2019年 （平成31年 /令和元年） | 西幕下28枚目 6–1        | 西幕下8枚目 4–3         | 西幕下5枚目 1–6         | 西幕下19枚目 4–3            | 東幕下17枚目 5–2        | 東幕下9枚目 3–4             |
| 2020年 （令和2年） | 東幕下13枚目 3–4        | 西幕下20枚目 3–4        | 感染症拡大 により中止   | 東幕下26枚目 4–3            | 西幕下17枚目 4–3        | 東幕下14枚目 3–4            |
| 2021年 （令和3年） | 東幕下22枚目 5–2        | 東幕下14枚目 3–4        | 西幕下19枚目 4–3        | 東幕下14枚目 4–3            | 東幕下9枚目 4–3         | 東幕下5枚目 2–5             |
| 2022年 （令和4年） | 西幕下17枚目 4–3        | 東幕下14枚目 5–2        | 西幕下9枚目 3–4         | 東幕下15枚目 6–1            | 西幕下5枚目 5–2         | 西幕下筆頭 5–2              |
| 2023年 （令和5年） | 東十両13枚目 12–3       | 西十両3枚目 9–6         | 西十両筆頭 11–4         | 西前頭14枚目 10–5 敢        | 西前頭5枚目 7–8         | 東前頭6枚目 7–8             |
| 2024年 （令和6年） | 西前頭6枚目 4–11        | 東前頭12枚目 9–6        | 東前頭10枚目 9–6        | 西前頭5枚目 7–8             | 西前頭5枚目 3–12        | 西前頭13枚目 8–7            |
| 2025年 （令和7年） | 東前頭13枚目 8–7        | 西前頭10枚目 4–11       | 西前頭15枚目 5–10       | 東十両2枚目 10–5            | x                       | x                           |
| 各欄の数字は、「勝ち-負け-休場」を示す。 優勝 引退 休場 十両 幕下 三賞：敢=敢闘賞、殊=殊勲賞、技=技能賞 その他：★=金星 番付階級：幕内 - 十両 - 幕下 - 三段目 - 序二段 - 序ノ口 幕内序列：横綱 - 大関 - 関脇 - 小結 - 前頭（「#数字」は各位内の序列） |                         |                         |                         |                             |                         |                             |

## 合い口
2025年7月場所終了現在
（最高位が横綱または大関の現役力士）
- 横綱・豊昇龍には1敗。豊昇龍の横綱昇進後は対戦なし。
- 横綱・大の里には1敗。大の里の大関昇進後は対戦なし。
- 大関・琴櫻には3敗。琴櫻の大関昇進後は1敗。
- 元大関・髙安には3敗。
- 元大関・朝乃山には2敗。
- 元大関・御嶽海には1勝4敗。
- 元大関・正代には4勝1敗。
- 元大関・霧島には1敗。

（最高位が横綱または大関の引退力士）
- 元横綱・照ノ富士には1敗。
- 元大関・貴景勝には1勝。

### 幕内対戦成績
| 力士名   | 勝数 | 負数 | 力士名   | 勝数 | 負数 | 力士名 | 勝数 | 負数 | 力士名   | 勝数 | 負数 |
| -------- | ---- | ---- | -------- | ---- | ---- | ------ | ---- | ---- | -------- | ---- | ---- |
| 碧山     | 1    | 0    | 朝紅龍   | 2    | 1    | 朝乃山 | 0    | 2    | 熱海富士 | 2    | 4    |
| 阿炎     | 0    | 3    | 一山本   | 3    | 3    | 宇良   | 1    | 1    | 遠藤     | 5    | 5    |
| 欧勝馬   | 1    | 2    | 阿武剋   | 0    | 3    | 阿武咲 | 3    | 1    | 王鵬     | 2    | 0    |
| 大の里   | 0    | 1    | 嘉陽     | 1    | 0    | 北の若 | 1    | 0    | 霧島     | 0    | 1    |
| 金峰山   | 2    | 7    | 豪ノ山   | 1    | 4    | 琴恵光 | 2    | 0    | 琴櫻     | 0    | 3    |
| 琴勝峰   | 4    | 2    | 佐田の海 | 3    | 3    | 獅司   | 1    | 0    | 正代     | 4    | 2    |
| 白熊     | 1    | 0    | 大栄翔   | 0    | 1    | 大翔鵬 | 1    | 0    | 貴景勝   | 1    | 0    |
| 隆の勝   | 3    | 1    | 髙安     | 0    | 3    | 宝富士 | 4    | 2    | 尊富士   | 1    | 2    |
| 玉正鳳   | 1    | 1    | 玉鷲     | 2    | 1    | 美ノ海 | 2    | 2    | 千代翔馬 | 0    | 3    |
| 照ノ富士 | 0    | 1    | 時疾風   | 2    | 2    | 栃大海 | 0    | 1    | 翔猿     | 1    | 2    |
| 友風     | 1    | 1    | 錦木     | 1    | 5    | 錦富士 | 3    | 2    | 伯桜鵬   | 1    | 12   |
| 平戸海   | 1    | 1    | 武将山   | 1    | 0    | 豊昇龍 | 0    | 1    | 北青鵬   | 1    | 1    |
| 北勝富士 | 2    | 1    | 御嶽海   | 1    | 4    | 翠富士 | 4    | 3    | 妙義龍   | 3    | 0    |
| 明生     | 2    | 5    | 狼雅     | 1    | 1    | 若隆景 | 0    | 1    | 若元春   | 0    | 1    |

## 改名歴
- 湘南乃海 桃太郎（しょうなんのうみ ももたろう）2014年3月場所 -